# Daemonosaurus
Daemonosaurus (phát âm.:"DAY-mow-no-SORE-us") là một chi khủng long theropoda sống vào thời kỳ hậu Trias tại New Mexico. Hóa thạch được tìm thấy tại thành hệ Chinle - thành hệ cuối cùng của kỷ Trias. Trong khi theropoda đã phân bố đa dạng thành nhiều nhóm vào thời kỳ này, Daemonosaurus là một theropoda cơ sở nằm ngoài nhánh Neotheropoda. Daemonosaurus khá bất thường trong số các theropoda thời đầu do có hộp sọ ngắn và các răng dài nhô ra.

## Tên
Tên chi Daemonosaurus xuất phát từ tiếng Hy Lạp "daimonas" (δαίμων) nghĩa là "quỷ" và "sauros" (σαύρα) nghĩa là "thằn lằn"; nên Daemonosaurus là "thằn lằn quỷ. Tên loài chauliodus cũng từ tiếng Hy Lạp "chauliodus" (χαυλιόδους) là "răng nhô ra". Daemonosaurus được đặt tên bởi Hans-Dieter Sues, Sterling J. Nesbitt, David S. Berman và Amy C. Henrici trên báo Proceedings of the Royal Society B năm 2011.